# Xian de Youyi
Le xian de Youyi (友谊县 ; pinyin : Yǒuyì Xiàn) est un district administratif de la province du Heilongjiang en Chine. Il est placé sous la juridiction de la ville-préfecture de Shuangyashan.

## Démographie
La population du district était de 125 464 habitants en 1999.